# Pragser Wildsee
De Pragser Wildsee (Italiaans: Lago di Braies) is een meer in de Zuid-Tirolse gemeente Prags in het uiterste noorden van Italië. Het meer ligt op ongeveer 1494 meter hoogte, in het dal van de Pragser Bach, een zijrivier van de Rienz, omgeven door de Pragser Dolomiten, een bergketen in de Dolomieten.
De geologische oorsprong van het meer is te danken aan de vorming van een natuurlijke dam als gevolg van een modderstroom. Het meer is iets meer dan een kilometer lang en is op de breedste plekken bijna een halve kilometer breed. De oppervlakte van het meer bedraagt 0,3 km² en het meer bevat 8 miljoen kubieke meter water. Het meer wordt gedomineerd door het imposante massief van de Seekofel (2810 m). De noordwestelijke oever is het startpunt van de Dolomieten Höhenroute nr. 1. De Pragser Wildsee ligt in het natuurreservaat Naturpark Fanes-Sennes-Prags.

## Fauna
Aan het meer leven veel verschillende soorten vlinders, zoals het berggentiaanblauwtje, de kleine apollovlinder en de lathyruszwever, maar ook vogels zoals de dwerguil, de zwarte specht en de grijskopspecht, die ook direct aan het meer kunnen worden waargenomen.
In het meer zijn er meerforellen en beekforellen, evenals trekzalmen en elritsen, daarom wordt hier gevist. De Zuid-Tiroolse visserijvereniging FIPSAS heeft de visrechten en geeft dagkaarten uit.

## Geschiedenis
Frans Ferdinand van Oostenrijk-Este, aartshertog van Oostenrijk-Este, bracht aan het meer in de zomer van 1910 met zijn gezin de vakantie door, verblijvend in het aan de noordoostelijke oever gelegen Hotel Pragser Wildsee. 
Ook in de einddagen van de Tweede Wereldoorlog speelde het aan het meer gelegen Hotel Pragser Wildsee een rol.  De SS, meer specifiek leden van de SS-Totenkopfverbände met steun van de SD, had op vraag van Adolf Hitler zelf en georganiseerd door Heinrich Müller 141 gevangenen gegijzeld met het oog op onderhandelingen en uitwisselingen met de geallieerden. Onder de gevangenen bevonden zich enkele prominente persoonlijkheden als Kurt Schuschnigg, voormalig Bondskanselier van Oostenrijk, Léon Blum, voormalig premier van de Derde Franse Republiek, Miklós Kállay, voormalig Hongaars premier, Jannes van Dijk, voormalig Nederlands minister van Defensie, Alexandros Papagos, voormalig opperbevelhebber van het Grieks leger, Sigismund Payne Best, Brits geheim agent in de SIS, Franz Halder, voormalig Generaloberst en chef van de generale staf van de Duitse Wehrmacht, generaal Alexander von Falkenhausen, voormalig Militärbefehlshaber van België en Noord-Frankrijk, en meerdere familieleden van kolonel Claus Schenk von Stauffenberg, leider van het complot van 20 juli 1944, gevangen genomen op grond van de Sippenhaftung. Na een conflict met de Wehrmacht in Niederdorf werden de gevangenen bevrijd uit de handen van SS en SD, maar bleef hun aanwezigheid gevaarlijk omwille van de bedreiging door Duitse nazi's en Italiaanse partizanen. Ze werden vervolgens door Wehrmachtsoldaten op 30 april 1945 geëscorteerd naar de oorspronkelijke voorziene locatie van het Hotel Pragser Wildsee, 12 km van Niederdorf.
In de ochtend van 4 mei 1945, om 6.45 uur, arriveerde de eerste Amerikaanse patrouille bestaande uit de G Company van het 339th Infantry Regiment van het 5e Leger bij de Pragser Wildsee en werden de 141 gijzelaars zonder enig verzet overgedragen aan de geallieerden. De Duitsers van de Wehrmacht werden ontwapend en gevangen genomen.
Om de gebeurtenissen te herdenken, werd in 2006 in het hotel het Zeitgeschichtsarchiv Pragser Wildsee (Archief van de hedendaagse geschiedenis van de Pragser Wildsee) opgericht, dat conferenties en debatten organiseert en een wetenschappelijke reeks publiceert, over onderwerpen die verband houden met het verzet tegen het nazisme.
Na de uitzending in 2011 van de Italiaanse televisieserie Un passo dal cielo met onder meer Terence Hill in een hoofdrol als boswachter Pietro Thiene, een serie die zich in het gebied situeerde, werd het meer een toeristische trekpleister. Dit werd in de daaropvolgende jaren nog versterkt door volgende seizoenen van de serie die liep tot 2016.

## Toerisme
In de zomer van 2018 bezochten meer dan een miljoen bezoekers het meer. Het dagrecord werd in augustus 2018 gevestigd met 17.874 bezoekers. Sinds 2023 wordt daarom de weg naar het meer van juli tot september overdag van 9.30h tot 16h afgesloten voor privévoertuigen en kost de reservatie van een dagticket parking voor een wagen circa veertig euro. Voetgangers en fietsers hebben nog steeds vrije toegang. De beperkte plaatsen op de lijnbussen die het meer aandoen dienen ook vooraf gereserveerd te worden.